# Crônica moçárabe
Crônica moçárabe ou Crônica de 754 (em latim: Continuatio Hispanica) é uma crônica medieval, escrita no século VIII na Península Ibérica, a qual visa a ser uma continuação da História dos Godos de Isidoro de Sevilha, embora de uma qualidade muito menor.
O conteúdo quase não dá informação sobre os fatos dos Visigodos na Península, mas dá muita informação do acontecido no Oriente, sobretudo no relacionado ao império Bizantino e a expansão Omíada.